# Heremon notatum
Heremon notatum är en insektsart som först beskrevs av Melichar 1906.  Heremon notatum ingår i släktet Heremon och familjen sköldstritar. Inga underarter finns listade i Catalogue of Life.